# Präsident der Republik Litauen
Der Präsident der Republik Litauen (litauisch: Lietuvos Respublikos Prezidentas) ist das Staatsoberhaupt des baltischen Staates Litauen. Er residiert im Präsidentenpalast in Vilnius. Amtierender Präsident ist Gitanas Nausėda.

## Verfassungsrechtliche Stellung
Laut der aktuellen Verfassung von 1992 ist der Präsident das Oberhaupt des Staates. Er vertritt den litauischen Staat. Seine Aufgaben sind durch die Verfassung und Gesetze festgeschrieben.

## Kompetenzen und Aufgaben
Die Aufgaben und Kompetenzen des Präsidenten sind im Artikel 84 der Verfassung festgelegt. Der Präsident hat unter anderem die folgenden Aufgaben:
- er entscheidet über die grundlegenden Fragen der Außenpolitik und führt zusammen mit der Regierung die Außenpolitik durch
- unterzeichnet die völkerrechtlichen Verträge der Republik Litauen und legt sie dem Seimas zur Ratifizierung vor
- ernennt mit Zustimmung des Seimas den Premierminister, beauftragt ihn mit der Regierungsbildung und bestätigt ihre Zusammensetzung
- entlässt mit Zustimmung des Seimas den Premierminister
- übernimmt die zurückgefallenen Befugnisse der Regierung, nachdem ein neuer Seimas gewählt wurde, und beauftragt sie, das Amt fortzuführen, bis eine neue Regierung gebildet wird
- ernennt und entlässt auf Vorschlag des Premierministers die Minister
- ernennt und entlässt im festgelegten Verfahren durch Gesetz bestimmte Amtsträger des Staates
- ernennt und entlässt mit Zustimmung des Seimas den Befehlshaber der Streitkräfte und den Leiter des Sicherheitsamtes
- verleiht die höchsten militärischen Dienstgrade
- trifft im Falle eines bewaffneten Angriffs, der die Souveränität oder die territoriale Integrität des Staates bedroht, Entscheidungen über die Verteidigung gegen die bewaffnete Aggression, über die Errichtung des Kriegszustandes sowie über die Mobilisierung und legt diese Entscheidungen dem Seimas bei dessen nächster Sitzung zur Bestätigung vor
- beruft in den durch die Verfassung vorgesehenen Fällen eine außerordentliche Sitzung des Seimas ein
- ruft die regelmäßigen Wahlen zum Seimas und, in den im zweiten Absatz des Artikels 58 vorgesehenen Fällen, vorzeitige Wahlen zum Seimas aus
- verleiht die staatlichen Auszeichnungen
- erteilt Begnadigungen für Verurteilte
- unterzeichnet und verkündet die vom Seimas verabschiedeten Gesetze oder weist sie in dem in Artikel 71 der Verfassung festgelegten Verfahren an den Seimas zurück

## Wahl
Die Wahlen zum Präsidenten der Republik werden laut Verfassung am letzten Sonntag zwei Monate vor Ablauf der Amtszeit des amtierenden Präsidenten abgehalten.
Der Präsident wird in direkter Wahl jeweils für fünf Jahre in den Wahlkreisen in geheimer Abstimmung gewählt. Die Grundlage der Wahl bildet das allgemeine, gleiche und unmittelbare Wahlrecht. Dieselbe Person kann nicht mehr als zweimal nacheinander gewählt werden (Art. 78).
Gewählt werden kann ein nach Abstammung litauischer Staatsbürger, der nicht weniger als die drei letzten Jahre in Litauen gelebt hat, wenn er bis zum Tage der Wahl mindestens das vierzigste Lebensjahr vollendet hat und zum Mitglied des Seimas gewählt werden könnte. Um erfolgreich als Kandidat registriert zu werden, muss dieser Unterschriften von mindestens 20.000 Wahlberechtigten sammeln. Die Zahl der Kandidaten ist nicht beschränkt.
Als gewählt gilt derjenige Kandidat, der im ersten Wahlgang unter Teilnahme von nicht weniger als der Hälfte aller Wahlberechtigten mehr als die Hälfte der Stimmen aller an der Wahl teilnehmenden Wähler erhalten hat. Haben an der Wahl weniger als die Hälfte aller Wahlberechtigten teilgenommen, so gilt derjenige Kandidat als gewählt, der am meisten, jedoch nicht weniger als ein Drittel der Stimmen aller Wahlberechtigten erhalten hat. Hat im ersten Wahlgang keiner der Kandidaten die erforderliche Stimmenmehrheit erreicht, so wird nach zwei Wochen eine erneute Abstimmung über die beiden Kandidaten durchgeführt, die am meisten Stimmen erhalten hatten. Als gewählt gilt der Kandidat, der mehr Stimmen erhält. Haben am ersten Wahlgang nicht mehr als zwei Kandidaten teilgenommen und hat keiner die erforderliche Stimmenzahl erreicht, so wird die Wahl wiederholt.
Präsidentschaftswahlen
- Präsidentschaftswahl in Litauen 1992
- Präsidentschaftswahl in Litauen 1997
- Präsidentschaftswahl in Litauen 2002
- Präsidentschaftswahl in Litauen 2004
- Präsidentschaftswahl in Litauen 2009
- Präsidentschaftswahl in Litauen 2014
- Präsidentschaftswahl in Litauen 2019
- Präsidentschaftswahl in Litauen 2024

## Amtsantritt und Vereidigung
Der gewählte Präsident beginnt mit der Wahrnehmung seiner Amtspflichten am Folgetag nach dem Tage des Ablaufs der Amtszeit des bisherigen Präsidenten. Bei Amtsantritt muss dieser in Vilnius bei Anwesenheit der Volksvertreter (Mitglieder des Seimas) dem Volke schwören, der Republik Litauen und der Verfassung treu zu sein, seine Amtspflichten gewissenhaft wahrzunehmen und gegen allen gleich und gerecht zu sein. Dies schwört ebenso ein wiedergewählter Präsident.

## Amtszeit
Die reguläre Amtszeit eines Präsidenten beträgt fünf Jahre.
Während seiner Amtszeit darf der Präsident nicht Mitglied des Parlaments sein, irgendein anderes Amt ausüben oder andere Zahlungen empfangen außer der für ihn festgelegten Vergütung und Entgelt für schöpferische Tätigkeiten. Außerdem muss dieser seine Betätigung in politischen Parteien und politischen Organisationen bis zum Beginn des neuen Wahlkampfs für Präsidentschaftswahlen einstellen.

## Immunität und Amtsenthebung
Die Person des Präsidenten der Republik ist unantastbar. Solange er sein Amt ausübt, kann er nicht festgenommen oder zur strafrechtlichen Verantwortung gezogen werden.
Der Präsident kann nur dann vorzeitig aus seinem Amt entlassen werden, wenn er die Verfassung schwerwiegend verletzt oder seinen Eid gebrochen hat, sowie wenn offenbar wurde, dass ein Verbrechen begangen wurde. Die Frage der Entlassung aus dem Amt entscheidet das Parlament im Anklageverfahren. Ein solches Amtsenthebungsverfahren wurde im Jahr 2004 gegen den damaligen Amtsinhaber Rolandas Paksas durchgeführt.

## Vakanz
Ist der amtierende Präsident gestorben, zurückgetreten, im Anklageprozessverfahren aus seinem Amte entlassen worden oder hat das Parlament beschlossen, dass der Gesundheitszustand des Präsidenten ihn an der Ausübung seines Amtes hindert, so übt der Parlamentspräsident vorläufig dessen Amt aus. In diesem Falle verliert der Parlamentspräsident seine Befugnisse im Parlament, wo sein Stellvertreter vorläufig das Amt ausübt. In den aufgeführten Fällen muss das Parlament binnen zehn Tagen Präsidentschaftswahlen anberaumen, welche binnen weiterer zwei Monate abgehalten werden müssen. Ist das Parlament nicht in der Lage, sich zu versammeln oder Wahlen auszurufen, so ruft die Regierung die Wahlen aus.
Ist der Präsident zeitweilig ins Ausland verreist oder erkrankt und kann deshalb sein Amt nicht ausüben, so vertritt ihn für diese Zeit der Parlamentspräsident.
Während der Parlamentspräsident den Präsidenten vertritt, kann er ohne das Einverständnis des Parlaments nicht vorgezogene Parlamentswahlen ausrufen oder Minister entlassen oder ernennen. Während dieses Zeitraums kann das Parlament nicht in die Angelegenheiten des Misstrauens gegen den Parlamentspräsidenten verhandeln.